# Учіха Мадара
Мадара Учіха (яп. うちはマダラ, Учіха Мадара) — герой манґи та аніме «Наруто», створеного і намальованого манґакою Масаші Кішімото. Легендарний лідер клану Учіха. Спільно зі своїм другом дитинства заснував Селище Сховане У Листі. Був автором плану «Око Місяця», який втілив у життя під час Четвертої Світової Війни Шинобі.

## Зовнішність
Гандурасо Учіха Мадара (повне імʼя персонажу);— білошкірий чоловік з волохатим, чорним волоссям з синюватим відтінком. У дитинстві його волосся було помітно коротше. У той час він носив синю сорочку з довгими рукавами, а також світлі штани і білий пояс. На поле битви тіло Мадари покривала стандартний одяг клану Учіха — прикрашений зі спини символом клану Учіха синій плащ з високим коміром, який закінчувався надрізаною мантією. Також він носив сині штани з бинтами на гомілках та стандартне взуття шинобі. Його талія була оперезана білим поясом, який підтримував мішок зі зброєю. Пізніше пояс був замінений ременем. Також Мадара носив ще один пояс, перекинутий через плечі, який він використовував для носіння мечів.
Подорослішавши, Мадара відростив волосся до пояса, а його чубчик став прикривати більшу частину його правого ока. На його тілі було кілька шрамів. Незважаючи на перебування у відносно молодих роках, на той час під його очима утворилися мішки. Він почав носити червоні обладунки поверх свого костюма з численними пластинами. Проте, більшу частину часу він продовжував носити традиційний одяг Учіха: синю мантію з високим коміром і довгими рукавами.
Під час битви, Мадара часто носив на спині жовто-коричневий гунбай з довгим чорним ланцюгом, прикріпленим до ручки. В аніме також було показано, що він носив металевий ремінь, поряд з коричневим шкіряним поясом, який утримував кілька інших його знарядь, і ще пару ременів для носіння мечів.
У старості Мадара виглядав виснаженим, його волосся стали тонкими і сивими, а зуби випали. У той час він носив простий чорний одяг, і використовував свою каму як милицю. Після відродження, Кабуто повертає йому його молодість. Білкова його очей стає сірою, а тіло покривають тріщини, які зникають після воскресіння.
Після запечатування в собі Десятихвостого, вигляд Мадари змінюється. Його волосся біліють, шкіра стає блідою. Його тіло покриває чакра, яка прийняла форму чорного вбрання з брюками, черевиками і рукавичками того ж кольору. Поверх костюма він носить білу мантію, на спині якої зображений Ріннеґан і дев'ять томое, а на грудях — шість томое. Його чоло приховує рогоподібний наріст, схожий на протектор. Після поглинання відтвореного Обіто Дерева-Бога, на одязі Мадари з'являються додаткові томое на рукавах і підлогах, а наріст на чолі стає більше. Перед смертю до Мадари повертається його колишня зовнішність.

## Відносини між персонажами

### Ізуна Учіха

Учіха Ізуна (ліворуч) поруч з Мадарою

Ізуна Учіха був гармонійною і відданою людиною. Між ним та Мадарою було суперництво, в плані майстерності, оскільки вони часто влаштовували спаринги між собою з метою відточити свої навички. Ізуна захоплювався Мадарою і навіть насилу повірив, коли ще в дитинстві Мадара визнав, що він слабший за Хашіраму. Крім того, Ізуна був в захваті, коли Мадара пробудив свій Шарінґан незабаром після цього. Коли Ізуна підріс, його любов до свого клану виросла і він відчайдушно боровся в прагненні захистити його.
Коли вирували бої між двома кланами, Ізуна пробудив власний Шарінґан і став одним з перших двох Учіх, які пробудили Манґекьо Шарінґан, разом з Мадарою. З новознайденою силою, брати захопили владу в клані, а Мадара став його лідером.
Незабаром Ізуна почав поділяти точку зору свого клану щодо клану Сенджу, навіть попросивши Мадару, будучи важко пораненим, не піддаватися на «брехливу» пропозицію про перемир'я Хашірами. В останні хвилини свого життя, помираючий Ізуна віддав Мадарі свої очі, щоб його брат міг отримати Вічний Манґекьо Шарінґан, силу, здатну захистити їх клан від зростаючого числа ворогів і Сенджу. Через сліпоту, викликану надмірним використанням Манґекьо Шарінґану, багато людей почали вважати, що Мадара забрав собі очі Ізуни насильно, щоб повернути свій зір.

### Хашірама Сенджу
Під час свого дозвілля, Мадара одного разу зустрів Хашіраму, свого ровесника. За короткий проміжок часу вони встигли стати друзями. Мадара змагався з Хашірамою не тільки в млинчики, а й щодо тренувань. Хашірама був шинобі, який втратив своїх братів через війну, так само, як і Мадара. Разом, вони ділилися мріями про світ, де такі діти, як вони, не повинні будуть битися. В якості запобіжного заходу, ані Мадара, ані Хашірама не назвали один одному своїх прізвищ, але, тим не менше, незабаром дізналися правду про походження один одного: Мадара був з клану Учіха, а Хашірама — Сенджу; боргом одного з них було вбивство іншого, хоч вони й були друзями. Поставлений перед вибором між своєю сім'єю і мріями про світ, Мадара вирішив розірвати свою дружбу з Хашірамою.
Після цього Мадара пробудив Шарінґан.

## Перша частина

### Минуле
Учіха Обіто спізнюється на церемонію вступу в Академію Ніндзя. Там він зустрічає всіх своїх майбутніх однокласників, включаючи Хатаке Какаші і Рін. Остання дає йому папку про вступу до Академії. З першого погляду Обіто закохується в цю дівчинку.
Він запізнюється на другий етап Чунін Шікен, оскільки допомагає старенькій віднести сумку, тим самим розсердивши Какаші. Його команда, що складається з Какаші і Рін, б'ється проти команди Гая, Генми і Ебісу. Потім Гай з легкістю перемагає Обіто. Рін ж заліковує його рани і Обіто вирішує стати Хокаге. Обіто починає старанно тренуватися.
Під час третього етапу Чунін Шікен Обіто б'ється з Майті Гаєм, але той швидко перемагає його і стає Чунін. Тим не менш Обіто знову старанно тренується і зрештою стає Чунін. Коли він вирішує зізнатися в коханні Рін, та просить його допомогти в підготовці сюрпризу для Какаші, оскільки той став Джонін, чому Обіто не дуже радий. Третя світова війна Ніндзя
Він був у команді з Хатаке Какаші і Рін і був учнем Наміказе Мінато. Він постійно запізнювався на місії, що дуже дратувало Какаші. Тим не менш Обіто і Какаші були кимось на кшталт найкращих друзів. До Рін ж він відноситься зовсім по-іншому. Він без пам'яті закоханий у неї, однак вона це не помічає. У день, коли Какаші підвищили до звання Джонін, кожен член команди повинен був подарувати йому що-небудь. Мінато подарував йому один зі своїх Хірайшін Кунаєв, Рін — спеціальну зручну аптечку, однак Обіто нічого не подарував йому. Какаші був начхати на це і він просто проігнорував цей вчинок.
Коли під час однієї з місій Рін була викрадена, Какаші, поточний керівник групи, замість її порятунку наполягав на продовженні місії, відповідаючи принципам ідеального Шинобі. Після цього Обіто заявив, що ті, хто не рятують своїх товаришів по команді, гірше нікчеми і, в результаті, зумів переконати одного приєднатися до нього.
Під час їх рятувальної операції Какаші в результаті нападу ворожого шинобі втрачає ліве око; намагаючись врятувати свого товариша, Обіто пробуджує Шарінган і знешкоджує супротивника. Виявивши Рін, хлопці почали вибиратися з печери, але вороги, використавши техніку Дотона, влаштували обвал, і Обіто потрапив під величезний камінь, який придавив його праву частину тіла. Нездатний йти далі зі своїми товаришами, хлопчик попросив Рін замість подарунка святкувати отримання звання Джонін Какаші пересадити йому в ліву очну ямку його Шарінган. Безпосередньо перед смертю він жалкує, що не проводив більше часу зі своїми друзями і не зізнався у своїх почуттях Рін.
Ім'я Обіто в числі інших загиблих шинобі вигравірувано на пам'ятнику, який Какаші часто відвідує у вільний час. Через це він часто спізнюється на зустрічі, тим самим розвиваючи звичку, колись дратувала його. Також, завдяки його Шарінгану, Какаші став відомим у всьому світі шинобі. Тим не менш з'ясовується, що Обіто знаходить і рятує від смерті вже постарілий Учіха Мадара.

### Спроба знищити Коноху
Коли колишній Джінчурікі, Узумаки Кушина, народжує сина, з'являється Тобі і викрадає новонародженого Наруто. Він змушує Наміказе Мінато врятувати свого сина, але залишити свою дружину. Пізніше Тобі знімає печать з живота Кушина і підпорядковує собі К'юбі за допомогою Шарінган. Потім він починає руйнувати їм селище, але ховається після битви з Наміказе Мінато. Після чого Кушина і Мінато запечатують К'юбі в Наруто але при цьому вмирають самі.

### Поява у образі Тобі.

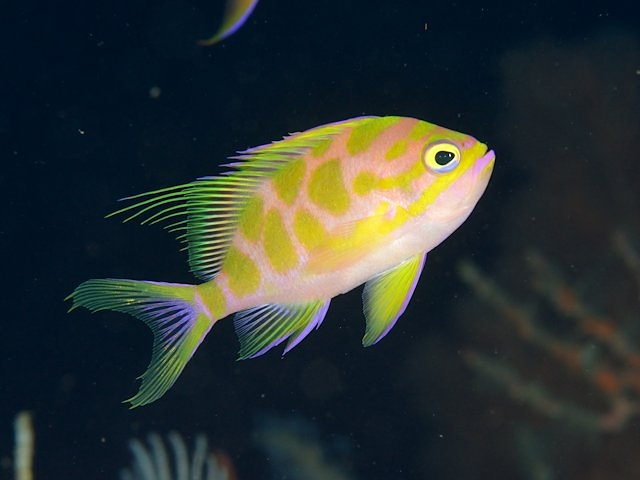
Обличчя Мадара Учіха

## Друга частина

### Інтеграція в Акацукі
Тобі творець Акацукі, однак крім Пейна і Конан ніхто цього не знає. Навіть Пейн і Конан думають, що Акацкі створив Яхико. Але це не так, як з'ясовується пізніше, Тобі навів Яхику на створення організації. Замість цього, він вступає в Акацкі, де стає підлеглим Зетсу, а потім, після смерті Сасорі, повноправним членом організації. Його партнером стає Дейдара. Після битви з Саске, Дейдара підриває самого себе. Оскільки Тобі був там і після цього не повернувся, все оголосили його мертвим, але це не правда. Пізніше він віддає Пейну наказ зловити К'юбі і з'являється тільки після битви Саске проти Ітачі, загороджуючи дорогу шинобі з Конохи, які шукають Саске.
Спільна робота з командою Така
Тобі виліковує пораненого, після битви з Ітачі, Саске і переносить його в печеру. Там він розповідає йому про те чому Ітачі знищив клан і про його справжній характер .Це змусило його співпрацювати з Акацукі і задати своїй команді нову мету: Вбивство Шимури Данзо і старійшин Конохи. За це Тобі вимагає від Саске, що б він приніс Акацкі восьмихвостого.
Пізніше Саске дізнається про збори Каге, на якому він хоче вбити Данзо. Після важкого бою Тобі рятує Саске, телепортуючи його в свій вимір. Після цього він розповідає Каге свій план і оголошує четверту світову війну шинобі.

### Битва проти Данзо
Тобі нарешті вдається знайти Данзо і його супроводжуючих. Після короткого бою проти Фу і Торуни, Тобі абсорбує їх обох і телепортує Саске до Данзо. Тобі насолоджується видовищем здалеку і чекає, що б забрати у Данзо Шарінган Учихи Шисуі, який дозволяє контролювати розум супротивника. У нього це не виходить, оскільки Данзо перед смертю знищує Шарінган, щоб він не дістався ворогам. Незабаром після цього з'являються Наруто і Какаші які хочуть від Саске відповідей. Після того як Тобі і Саске зникають, Саске просить Тобі пересадити йому очі Ітачі.

## Четверта світова війна шинобі
Після того як план Кабуто захопити Джінчурікі провалюється, Тобі починає готуватися до війни. Між тим він імплантував собі Ріннеган Нагато і тим самим володіє як Шарінганом, так і Ріннеганом. Разом з Кабуто, армією Едо Тенсей і 100 000 Дзецу, які рухаються під землею, він вирушає на війну проти альянсу. Поки що Тобі ховається в схованку. Коли Кабуто перемагає Мітараші Анко, яка дивно близько підібралася до схованки Тобі, Кабуто каже, що б Тобі вирушав на поле бою, щоб битися, а він буде перебувати в тіні і контролювати свої війська. Однак Тобі підозрює, що Кабуто планує, що він і альянс знищать один одного. Тобі думає, що цей план провалиться, оскільки це він контролює Кабуто — а не навпаки. Пізніше Тобі змушує Кабуто розповісти йому все про Едо Тенсей, в тому числі і як його зупинити, що б Кабуто не направив свою армію проти Тобі. У перебігу війни Тобі вирішує закінчити свій план і закликає на поле битви Гедо Мазо. Трохи пізніше він присвоює собі воскрешених Джінчурікі, покликаними Кабуто і називає їх новими «Шістьма Шляхами Пейна». Кожен з них володіє Шарінганом і Ріннеганом. З ними Тобі направляється до Джінчурікі К'юбі і Хачібі, Наруто і Бі. При зустрічі, Наруто таранить своєю головою голову Тобі, після чого обидва відлітають. Наруто запитує, хто він такий, на що Тобі відповідає, що він ніхто і не хоче бути ким небудь. Єдине чого він хоче — завершити План Червоного Місяця. Протягом битви з'являються Гай і Какаші і Наруто вдається знищити Кокушін, який з'єднував Сон Гоку і Роші, після чого Тобі запечатує Йонбен в Гедо Мазо. Він заявляє, що не збирається провести вічність, борючись з Наруто і іншими, і змушує залишившись Джінчурікі прийняти форму їх Біджу. У подальшому ході битви Наруто вдається витягнути все Кокушін з ший Біджу і Тобі змушений запечатати їх усіх в Гедо Мазо. Після того, як Наруто знищує його маску і Какаші з Гаєм впізнають Обіто Учіху, який вважався мертвим. До битви приєднується Мадара, який обізнаний у плані «Цукі но Ме», що означає «Червоний Місяць». Мадара та Обіто спільними зусиллями воскрешають Десятихвостого, а на поміч Наруто, Бі, Какаші, та Гаєві приходять ніндзя з альянсу, які залишилися живими. Захищаючи Наруто та Хінату від атаки Десятихвостого гине Неджі Хьюґа. Мадара дозволяє Обіто самому вирішувати, що робити, і самому продовжувати битись, а сам Мадара непомітно сховався в деревах і спостерігав за битвою.

## Здібності

### Зброя

#### Гунбай
Можливо Тобі володіє так званим Гунбаем, точніше Гунбай-Учіва. Дерев'яний віяло, який раніше використовувався самураями на поле бою для комунікації, а зараз сеудьямі Сумо. Гунбаі мають різні форми, від круглих до прямокутних і схожих на форму предмета Тобі.
Ймовірно за допомогою цього гунбу можна збільшити радіус дії техніки або направити її в потрібний напрямок.

#### Кама
До Гунбаю Тобі прикріплений ланцюг, побудова якої схоже на хлист дев'яти частин. Вона складається з довгих, твердих ланок, пов'язаних між собою кільцями.
Крім того у власності знаходиться так званий Кама, серп. Чи пов'язаний він з ланцюгом не відомо. Однак існує така зброя, вона називається кусарігама. При цьому на вільному кінці ланцюга знаходиться ваЖОЕ, який використовується для атаки або віддалення противників, тим часом як серп використовується тільки для ближнього бою.

#### Ланцюг
У битві проти Наміказе Мінато, Тобі використовує ланцюг, прикріплену зап'ясть обох рук. Використовуючи її, він мчить на супротивника і переносить своє тіло в інший вимір, що б пройти крізь тіло противника і зв'язати його ланцюгами. Однак проти Мінато ця тактика не спрацювала. Мабуть цей ланцюг не його хлист дев'яти частин, а проста ланцюг, який він не використовував ні до ні після битви з Мінато.